# سلفادور غوارديولا
سلفادور غوارديولا (بالإسبانية: Salvador Guardiola)‏ هو دراج إسباني، ولد في 5 سبتمبر 1988 في خوميا في إسبانيا.

## وصلات خارجية
- سلفادور غوارديولا على موقع الاتحاد الدولي للدراجات (الإنجليزية)
- سلفادور غوارديولا على موقع أرشيف الدراجات (الإنجليزية)
- سلفادور غوارديولا على موقع إحصائيات الدراجات الإحترافية (الإنجليزية)
- سلفادور غوارديولا على موقع نسبة الدراجات (الإنجليزية)